# Tama edwardsi
Tama edwardsi är en spindelart som först beskrevs av Lucas 1846.  Tama edwardsi ingår i släktet Tama och familjen Hersiliidae. Inga underarter finns listade i Catalogue of Life.